# Thần điêu đại hiệp (phim truyền hình 2006)
Thần điêu đại hiệp (tiếng Anh: The Return of the Condor Heroes, phồn thể: 神鵰俠侶; giản thể: 神雕侠侣; bính âm: shén diāo xiá lǚ), hay còn được gọi là Thần điêu hiệp lữ, là bộ phim do Đài truyền hình trung ương Trung Quốc phát hành năm 2006, dựa theo tiểu thuyết kiếm hiệp cùng tên của nhà văn Kim Dung. Đây là phần thứ hai trong Xạ điêu tam bộ khúc do Trương Kỉ Trung sản xuất, phần trước là Anh hùng xạ điêu (2003) và phần sau là Ỷ Thiên Đồ Long Ký (2009). Phim được phát sóng lần đầu tiên tại Trung Quốc vào ngày 17 tháng 3 năm 2006 và sau đó được phát sóng ở châu Á như Hàn Quốc, Đài Loan, Singapore và Việt Nam.

## Tóm tắt nội dung
Câu chuyện kể về cuộc phiêu lưu của Dương Quá, một cậu bé mồ côi ở Trung Quốc vào giữa thế kỷ 13. Từ khởi đầu khiêm tốn, Dương Quá thông minh được dạy dỗ từ cao thủ này sang cao thủ khác nhưng không ai trong số họ dạy cậu bất kỳ môn võ công nào. Trong khi trốn thoát khỏi Triệu Chí Kính của phái Toàn Chân, cậu gặp Tiểu Long Nữ, cô gái trở thành sư phụ dạy võ công cho cậu và cuối cùng là tình yêu của cuộc đời cậu.

## Diễn viên

### Diễn viên chính
- Huỳnh Hiểu Minh: Dương Quá
- Lưu Diệc Phi: Tiểu Long Nữ

### Giang Nam Lục gia trang
- Chu Hạo Đông: Lục Lập Đỉnh
- Vương Giai Di: Trình Anh (lúc nhỏ)
- Cát Thi Mẫn: Lục Vô Song (lúc nhỏ)
- Địch Nãi Xã: Âu Dương Phong

### Đào Hoa đảo
- Vu Thừa Huệ: Hoàng Dược Sư
- Vương Lạc Dũng: Quách Tĩnh
- Khổng Lâm: Hoàng Dung
- Mã Kiệt Lâm: Kha Trấn Ác
- Trần Tử Hàm: Quách Phù
- Vương Ninh: Võ Đôn Nhu
- Triệu Cẩm Đào: Võ Tu Văn
- Dương Mịch: Quách Tương
- Tiền Bác: Quách Phá Lỗ
- Lý Ái Cầm: Tiểu bổng đầu
- Tiểu Đinh Đang: Dương Quá (lúc nhỏ)
- Trần An Ni: Quách Phù (lúc nhỏ)
- Trần Á Luân: Võ Đôn Nhu (lúc nhỏ)
- Diệp Kỳ Lạc: Võ Tu Văn (lúc nhỏ)

### Đệ tử Đông tà
- Vương Gia: Trình Anh
- Hoàng Tiểu Lôi: Khúc cô (cô Ngốc)
- Hắc Tử: Phùng Mặc Phong

### Cổ Mộ phái
- Vu Đình: Lâm Triều Anh
- Lý Minh Khải: Tôn bà bà
- Mạnh Quảng Mĩ: Lý Mạc Sầu
- Triệu Đan Đan: Hồng Lăng Ba
- Dương Nhụy: Lục Vô Song

### Toàn Chân giáo
- Quách Quân: Vương Trùng Dương
- Triệu Lượng: Chu Bá Thông
- Lý Quân: Mã Ngọc
- Tôn Hiểu Yến: Tôn Bất Nhị
- Lưu Phi Trung: Hách Đại Thông
- Trần Kế Minh: Khưu Xứ Cơ
- Tô Mậu: Vương Xứ Nhất
- Cao Minh Khố: Lưu Xứ Huyền
- Lưu Nãi Nghệ: Triệu Chí Kính
- Trình Hạo Phong: Doãn Chí Bình
- Lý Viễn: Lý Chí Thường
- Mạnh Hồng Cương: Vương Chí Thản
- Chu Trọng: Thân Chí Phàm
- Điền Trọng: Lộc Thanh Đốc
- Vương Lệ Chu: Cơ Thanh Hư
- Hồ Chí Dũng: Bì Thanh Huyền

### Đại Liêu
- Trương Kỉ Trung: Gia Luật Sở Tài
- Triệu Hồng Phi: Gia Luật Tề
- Nhiêu Mẫn: Gia Luật Yến
- Tôn Lý Hoa: Hoàn Nhan Bình

### Tuyệt Tình cốc
- Chung Trấn Đào: Công Tôn Chỉ
- Phó Miểu: Công Tôn Lục Ngạc
- Lý Minh: Cầu Thiên Xích

### Đại Thắng quan Lục gia trang
- Vương Cửu Thắng: Lục Quán Anh
- Uông Trì: Trình Dao Gia

### Cái Bang
- Đại Lực: Hồng Thất Công
- Trương Hành Bình: Lỗ Hữu Cước
- Lưu Quân: Vương Thập Tam
- Cam Dũng: Trần khất cái
- Vương Phi Bưu: Hàn khất cái
- Chu Lỗi: Hà Sư Ngã

### Đại Lý
- Vương Vệ Quốc: Nhất Đăng đại sư
- Mã Tử Tuấn: Cao tăng Thiên Trúc
- Lã Sĩ Cương: Từ Ân
- Lương Lệ: Anh Cô
- Mục Lập Tân: Chu Tử Liễu
- Lý Trung Hoa: Võ Tam Thông

### Mông Cổ
- Viên Uyển: Hốt Tất Liệt
- Lưu Khôi: Mông Kha
- Ba Âm: Kim Luân quốc sư
- Cao Hổ: Hoắc Đô
- Chu Cương: Đạt Nhĩ Ba
- Trương Chấn Dũng: Ni Ma Tinh
- Dương Quang: Tiêu Tương Tử
- Tu Cách: Doãn Khắc Tây
- Trương Thân: Mã Quang Tá

### Thành Tương Dương
- Lý Hổ: Lã Văn Đức
- Nhâm Vũ: Bách Thảo Tiên
- Yên Bác Nhã: Thánh Nhân Sư Thái
- Đồng Kiến Cương: Nhân Trù Tử
- Ngụy Bính Hoa: Thanh Linh Tử
- Nhâm Mậu Thành: Đại hán mặt đen
- Trương Kim: Lam Thiên Hòa
- Đào Cát Tân, Vương Tú Cường, Vương Duy Trinh, Ngũ Tùng, Dương Kiến: Năm huynh đệ họ Sử
- Hứa Kính Nghĩa, Thích Kỳ, Cao Chiếu, Phùng Tùng Tùng, Diệp Thiến, Triệu Kỳ: Tây Sơn nhất khuất quỷ

### Khác
- Đường Khải Vinh: Sa Thông Thiên
- Tào Chấn Vũ: Hầu Thông Hải
- Lý Kiến Xương: Bành Liên Hổ
- Tiêu Trường Đạo: Linh Trí thượng nhân

## Sản xuất
Quá trình quay phim bắt đầu vào tháng 10 năm 2004 và kết thúc vào tháng 5 năm 2005. Các địa điểm quay phim bao gồm Chiết Giang, Trùng Khánh, Sơn Đông, Quảng Đông, Liêu Ninh, Bắc Kinh và Khu thắng cảnh Cửu Trại Câu tại Tứ Xuyên.
Các cảnh trong Anh hùng xạ điêu (2003) được chiếu dưới dạng hồi tưởng bao gồm cảnh miêu tả cái chết của Dương Khang. Diễn viên Châu Kiệt xuất hiện thoáng qua trong đoạn hồi tưởng với vai diễn Dương Khang.

## Phát sóng
| Quốc gia    | Kênh truyền hình | Bắt đầu phát sóng   | Tựa đề tiếng Anh          |
| ----------- | ---------------- | ------------------- | ------------------------- |
| Trung Quốc  | Trung Quốc       | 17 tháng 3 năm 2006 | Condor Heroes             |
| Philippines | GMA-7            | 1 tháng 5 năm 2006  | Love of the Condor Heroes |
| Hồng Kông   | TVB              | 10 tháng 7 năm 2006 | The Saviour of the Soul   |
| Đài Loan    | CTV              | 12 tháng 7 năm 2006 | Condor Heroes             |
| Canada      | Omni.2           | 9 tháng 9 năm 2006  | Condor Hero               |
| Nhật Bản    | MAXAM            |                     |                           |
| Thái Lan    | Channel 3        | 17 tháng 3 năm 2007 |                           |
| Singapore   | MediaCorp        | 28 tháng 4 năm 2007 | Condor Hero               |

## Nhạc phim
Bộ nhạc phim gốc do Công ty TNHH Rock Records (滾石國際音樂股份有限公司) phát hành vào ngày 13 tháng 5 năm 2006. Có hai bản nhạc phim: bản phát hành tại Trung Quốc có 15 bài còn bản phát hành tại Đài Loan có 17 bài. Bản nhạc gốc do Trần Hoán Xương (陳煥昌) (tức Tiểu Trùng 小蟲) sáng tác.
| STT | Tên bài hát                         | Thời lượng | Thông tin thêm                                                                                            |
| --- | ----------------------------------- | ---------- | --- |
| 1   | Song phi (雙飛)                     | 5:01       | Do Huỳnh Hiểu Minh và Đinh Đang trình bày                                                                 |
| 2   | Thiên hạ vô song (天下無雙)         | 5:13       | Ca khúc mở đầu phim, lời của Phàn Hinh Mạn, Thời Dũng, nhạc của Trần Đồng, do Trương Tịnh Dĩnh trình bày  |
| 3   | Phù vân (浮雲)                      | 0:48       | |
| 4   | Giang hồ tiếu (江湖笑)              | 4:44       | Ca khúc kết thúc phim, do Chu Hoa Kiện, Hồ Quân, Huỳnh Hiểu Minh, Trương Kỉ Trung và Tiểu Trùng trình bày |
| 5   | Long nữ chi thanh (龍女之聲)        | 2:58       | Do Phàn Trúc Thanh trình bày                                                                              |
| 6   | Lạc hoa (落花)                      | 5:58       | Do Phan Việt Vân trình bày                                                                                |
| 7   | Hận thương thiên (恨蒼天)           | 4:56       | Do Tiểu Trùng trình bày                                                                                   |
| 8   | Lộ đồ (路途)                        | 4:48       | |
| 9   | Vấn thế gian (問世間)               | 4:24       | Do Trương Tâm trình bày                                                                                   |
| 10  | Nhất liêm u mộng (一簾幽夢)         | 2:39       | Do Trần Tú Châu và Tiêu Mạn Huyên trình bày                                                               |
| 11  | Thủy trung nguyệt (水中月)          | 4:10       | |
| 12  | Cô phong tàn ảnh (孤風殘影)         | 4:56       | |
| 13  | Tỷ dực song phi (比翼雙飛)          | 5:14       | |
| 14  | Tinh quang (星光)                   | 4:25       | |
| 15  | Chiến vũ (戰舞)                     | 2:02       | |
| 16  | Luyến trước đa hỉ hoan (戀著多喜歡) | 3:53       | Do Lương Tĩnh Như trình bày                                                                               |
| 17  | Anh còn nhớ em không (你還記得我嗎) | 3:54       | Do Lương Tĩnh Như trình bày                                                                               |

### Bản Hồng Kông
Phim chiếu trên TVB có ca khúc chủ đề là Tình nghĩa lưỡng tâm kiên (情義兩心堅) do Lưu Đức Hoa trình bày.

### Bản Đài Loan
Phim chiếu tại Đài Loan có:
- Ca khúc mở đầu:
  - Yêu em là một sai lầm (愛上你是一個錯) do Dương Bồi An trình bày
  - Có em có ngày mai (有你有明天) do Dương Bồi An và Lưu Hồng Linh trình bày
- Ca khúc kết thúc:
  - Anh yêu em (我愛妳) do Hứa Tấn Hào trình bày
  - Bên trái bên phải (左邊右邊) do Dương Bồi An trình bày

### Bản tiếng Anh
Hai ca khúc chính trong phim, một bài mở đầu là ca khúc "Thiên hạ vô song" và bản cuối phim là "Giang hồ tiếu".
- Bản tiếng Anh ca khúc: Thiên hạ vô song

Cross through the mortal world's sorrow and joy, distress and disappointment

In these tender wanderings with you

Pierce the wild green mountains and desolation

Accompanying flowers' fragrance, your dreams fly

In this life, I go crazy because of you

This love has no double below heaven

The sword's shadow, the wave's light

Are only passing, only passing

In this life, I go crazy because of you

This love has no double below heaven

If there are still tender wanderings

Withered faces are hard to lose and forget
- Bản tiếng Anh Giang hồ tiếu:

The martial arts world laughs; kindness and hatred end

People exchange blows; smiles hide blades

The mortan world laughs; a lonely laugh

The heart is too high; it cannot be reached

The bright moon shines; the road is far

People grow old; the heart does not

Cannot love; cannot let go

Can never forget your splendor

It seems a flower yet is not; appears as mist yet is not

The rushing riverwater cannot be stopped

Full of righteousness, great aspirations and iron nobleness

So it turns out heroes are solitaly

The martial arts world laughs; love is carefree

Lute or flute; come pour the wine

Look up and laugh at the sky; all is forgotten

Be debonair like the wind, lightly floating.

## Tóm tắt
Bản phim 2006 tập trung vào chuyện tình Tiểu Long Nữ - Dương Quá, các tình tiết không thay đổi so với nguyên tác.Tuy nhiên, có một số chi tiết được lược bỏ và một số chi tiết mới được thêm vào, không tập trung nhiều vào khía cạnh về giang hồ nhưng vẫn giữ nguyên được nguyên tác gốc.

## Ngoại cảnh
Chính ngoại cảnh đã khiến cho phim phiên bản 2006 thành công. Nhờ những cảnh quay đẹp và chăm chút cẩn thận. Trong đó, Cửu Trại Câu là nơi đoàn làm phim thực hiện nhiều cảnh quay nhất.

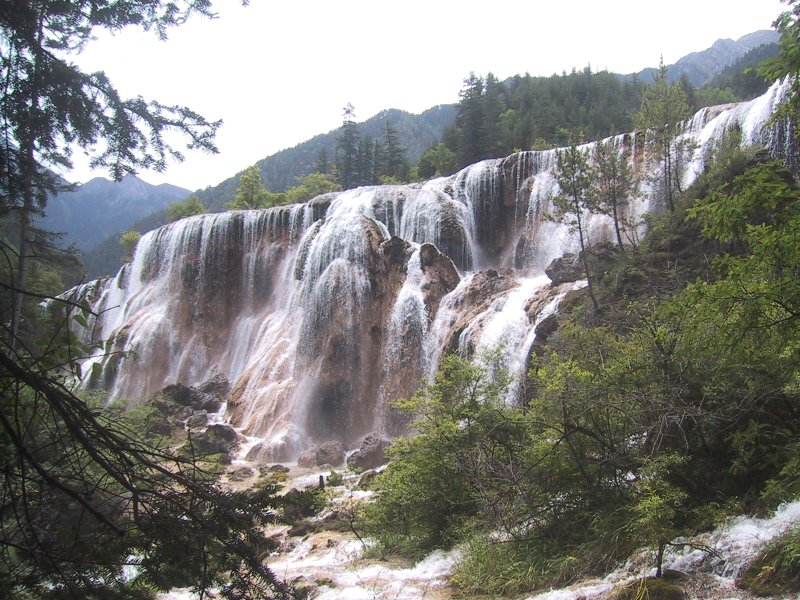
Thác Trân Châu - là ngoại cảnh của khá nhiều bộ phim, trong đó có Thần điêu đại hiệp 2006 là ngoại cảnh của Cổ Mộ phái

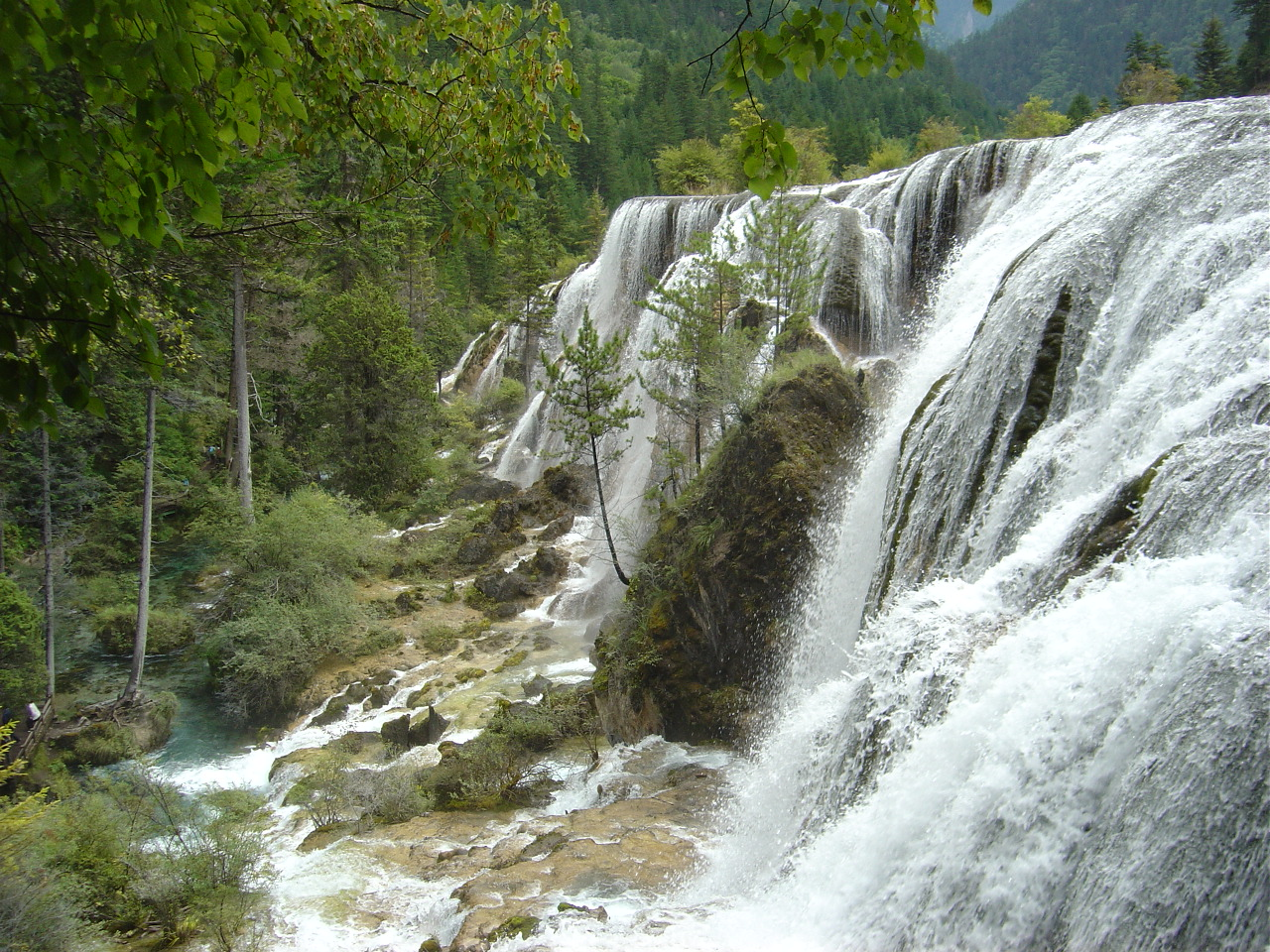
Cửu Trại Câu

Ngoại cảnh đẹp chính là điểm cộng lớn cho bộ phim này

## Vai diễn
- Huỳnh Hiểu Minh - Dương Quá: Huỳnh Hiểu Minh thể hiện khá thành công vai Dương Quá, diễn xuất của anh được cho là thể hiện được chữ "Cuồng" mà Hoàng Dung khen tặng. Nhờ vai diễn này, Trương Kỉ Trung đã lăng-xê thành công tên tuổi của anh.[3]
- Lưu Diệc Phi - Tiểu Long Nữ: Lưu Diệc Phi được Kim Dung khen ngợi là Tiểu Long Nữ thành công nhất và đẹp nhất so với các diễn viên đóng vai Tiểu Long Nữ còn lại, số tuổi của cô (19 tuổi) và vai diễn cũng hoàn toàn khớp nhau khiến vai diễn của cô được rất nhiều người đón nhận.

## Thông tin thêm
- Vai diễn Tiểu Long Nữ này vốn đã được giao cho Châu Tấn, nhưng vì một số lý do nữ diễn viên này quyết định bỏ vai vào ngày 8 tháng 9 năm 2004[4]. Ngày 10 tháng 11 năm 2004, Lưu Diệc Phi gia nhập đoàn phim này của Trương Kỷ Trung.[5]. Tháng 3 năm 2005 vai Tiểu Long Nữ trong bộ phim trao cho nữ sinh viên Đại học Chính trị quốc gia Lâm Y Thần của Đài Loan (khi ấy Lâm Y Thần đang nổi tiếng khắp Đài Loan sau bộ phim Hiệp ước tình yêu 2004 đạt rating cực cao nửa cuối năm 2004[6][7] và ca khúc Cô đơn Bắc bán cầu của cô đứng đầu bảng xếp hạng KTV và nhạc chuông trong 12 tuần lễ[8], trở thành bài hit phổ biến khắp Đài Loan). Nhưng Lâm Y Thần đã từ chối vì cô đang bận quay hai bộ Thiên ngoại phi tiên và Thơ Ngây chưa xong, cộng với việc cô còn phải đến trường học Đại học. Đoàn phim sau đó mới đưa Lưu Diệc Phi (khi đó cô đã gia nhập đoàn phim) đi casting và họ nhận ra Lưu Diệc Phi cực kỳ phù hợp với diện mạo Tiểu Long Nữ. Lưu Diệc Phi chính thức vào vai Tiểu Long Nữ và tháng 5 năm 2005 cô đến phim trường Thiên ngoại phi tiên khoe với Hồ Ca và Lâm Y Thần rằng cô đã vào vai Tiểu Long Nữ. Và Lưu Diệc Phi từ bộ phim này trở nên nổi tiếng, sự nghiệp phát triển đi lên.
- Một số diễn viên trong Anh hùng xạ điêu (2003) cũng tham gia Thần điêu đại hiệp (2006) như Triệu Lượng (Chu Bá Thông), Hoàng Tiểu Lôi (cô Ngốc), Lương Lệ (Anh Cô), Vương Vệ Quốc (Nhất Đăng đại sư).
- Một số cảnh trong Anh hùng xạ điêu (2003) được sử dụng trong các đoạn hồi tưởng ở Thần điêu đại hiệp (2006) như cảnh Dương Khang chết trong miếu Vương Thiết Thương.
- Điệp khúc trong bài hát Shades of Revolution của Iwasaki Taku trong OVA Rurouni Kenshin được sử dụng trong cảnh Dương Quá giao đấu với Lý Mạc Sầu (tập 30).
- Giai điệu trong bài hát Dearest (Người dấu yêu) của Hamasaki Ayumi, nổi tiếng trong phim hoạt hình Inuyasha cũng xuất hiện trong tập 15 của phim này khi Công Tôn Chỉ nói chuyện với Tiểu Long Nữ tại Tuyệt Tình cốc.
- Giai điệu Reunited và The Final Battle của movie Van Helsing là nhạc nền chủ đạo cho phim, và mang sắc thái rất phù hợp...
- Diễn viên Trần Tử Hàm đóng vai Quách Phù trong phim này cũng là người đóng vai Ân Ly trong phim Ỷ Thiên Đồ Long ký (2003)
- Diễn viên Ba Âm đóng vai Kim Luân Pháp Vương trong phim này cũng là người đóng vai Triết Biệt trong phim Anh hùng xạ điêu (2003), Thành Cát Tư Hãn trong phim Anh hùng xạ điêu (2008), Hướng Vấn Thiên trong phim Tiếu ngạo giang hồ (2001), Cưu Ma Trí trong phim Thiên long bát bộ (2003)
- Diễn viên Cao Hổ đóng vai Hoắc Đô trong phim này cũng là người đóng vai Hư Trúc trong phim Thiên long bát bộ (2003), Sùng Trinh trong Bích huyết kiếm (2007)
- Diễn viên Vu Thừa Hụê đóng vai Mục Nhân Thanh trong phim "Bích huyết kiếm"(2007),Phùng Tích Phạm trong phim "Lộc đỉnh ký" (2008), Trương Tam Phong trong phim "Tân Ỷ Thiên Đồ Long Ký" (2009) và Phong Thanh Dương trong phim Tiếu ngạo giang hồ (2001)
- Một số cảnh quay quân Mông Cổ công phá thành Tương Dương trong phim này được ba bộ phim Bích huyết kiếm 2007, Anh hùng xạ điêu 2008 và Thủy hử 2011 sử dụng lại để thế hiện quân của Lý Tự Thành đánh Bắc Kinh của nhà Minh (đời vua Sùng Trinh), quân của Mông Cổ đánh các thành nước Kim và quân Lương Sơn của Tống Giang đánh các thành của nhà Tống, đánh các thành của Phương Lạp.